# Stazione meteorologica di Macomer
La stazione meteorologica di Macomer (in sardo: Istazione meteoròlogica de Macumere)  è la stazione meteorologica di riferimento per il Servizio Meteorologico dell'Aeronautica Militare e per l'Organizzazione Meteorologica Mondiale relativa alla località di Macomer.

## Caratteristiche
La stazione meteorologica si trova nell'Italia insulare, in Sardegna, in provincia di Nuoro, nel comune di Macomer, a 559 metri s.l.m. e alle coordinate geografiche 40°15′19.09″N 8°44′08.94″E.
L'osservatorio, rimasto presidiato fino al 1978, è stato in seguito sostituito da una stazione meteorologica automatica di tipo DCP.

## Dati climatologici 1951-1980
In base alla media del periodo 1951-1980, effettivamente elaborata tra il 1952 e il 1978 e non dissimile a quella del trentennio di riferimento climatico 1961-1990, la temperatura media del mese più freddo, gennaio, si attesta a +6,5 °C; quella del mese più caldo, agosto, è di +22,7 °C.
Le precipitazioni medie annue sono di 620 mm, mediamente distribuite in 65 giorni di pioggia, con marcato e prolungato minimo in estate e picco massimo in inverno.
L'umidità relativa media annua si attesta al 71,4% con minimo di 53% a luglio e massimo di 85% a gennaio.
| Macomer (1951-1980)        | Mesi | Mesi | Mesi | Mesi | Mesi | Mesi | Mesi | Mesi | Mesi | Mesi | Mesi | Mesi | Stagioni | Stagioni | Stagioni | Stagioni | Anno |
| Macomer (1951-1980)        | Gen  | Feb  | Mar  | Apr  | Mag  | Giu  | Lug  | Ago  | Set  | Ott  | Nov  | Dic  | Inv      | Pri      | Est      | Aut      | Anno |
| -------------------------- | ---- | ---- | ---- | ---- | ---- | ---- | ---- | ---- | ---- | ---- | ---- | ---- | -------- | -------- | -------- | -------- | ---- |
| T. max. media (°C)         | 9,3  | 10,0 | 12,4 | 15,0 | 19,8 | 24,2 | 28,3 | 28,3 | 24,6 | 19,1 | 13,7 | 10,5 | 9,9      | 15,7     | 26,9     | 19,1     | 17,9 |
| T. min. media (°C)         | 3,7  | 3,7  | 5,1  | 7,0  | 10,4 | 13,8 | 16,6 | 17,0 | 14,6 | 10,9 | 7,5  | 5,1  | 4,2      | 7,5      | 15,8     | 11,0     | 9,6  |
| Precipitazioni (mm)        | 70   | 90   | 60   | 40   | 50   | 20   | 0    | 10   | 40   | 70   | 80   | 90   | 250      | 150      | 30       | 190      | 620  |
| Giorni di pioggia          | 8    | 9    | 6    | 5    | 5    | 3    | 0    | 1    | 5    | 7    | 7    | 9    | 26       | 16       | 4        | 19       | 65   |
| Umidità relativa media (%) | 85   | 82   | 76   | 72   | 72   | 60   | 53   | 55   | 65   | 76   | 79   | 82   | 83       | 73,3     | 56       | 73,3     | 71,4 |